# Cratere Virchow
Virchow è un cratere lunare di 18,83 km situato nella parte nord-orientale della faccia visibile della Luna.